# Scathophaga alata
Scathophaga alata är en tvåvingeart som först beskrevs av Becker 1914.  Scathophaga alata ingår i släktet Scathophaga och familjen kolvflugor.
Artens utbredningsområde är Kenya. Inga underarter finns listade i Catalogue of Life.